# 新疆民众反帝联合会

新疆民众反帝联合会旗帜

新疆民众反帝联合会标志

新疆民众反帝联合会，简称反帝会，是中華民國大陸時期新疆省规模最大、会员最多的政治组织。
1934年8月1日，當時新疆的統治者盛世才在迪化县（今乌鲁木齐市天山区）建立新疆民众反帝联合会。盛世才的亲信何语竹任执行委员会委员长。新疆各地相继成立分会。1935年7月，新疆民众反帝联合会改組，盛世才擔任会长，俞秀松擔任秘书长。1937年俞秀松被逮捕後，中共黨員趙實擔任秘書長。1938年1月，黃火青擔任秘書長。1943年，会员达一两万人。盛世才投靠蒋介石以及中国国民党新疆省党部成立后，新疆民众反帝联合会于1943年8月1日解散。
该组织类似于其他共产党国家的統一戰線组织，奉行“六大政策”，即：反帝、親蘇、民平（民族平等）、清廉、和平、建設。